# Louis Bouwmeester
Louis Bouwmeester (Middelharnis, 5 settembre 1842 – Amsterdam, 28 aprile 1925) è stato un attore olandese.
Meglio conosciuto per le sue interpretazioni di Shakespeare, è anche conosciuto come Louis Bouwmeester Sr. per distinguerlo da suo figlio. Bouwmeester fu un attore teatrale di successesso nell'ultima parte del novecento e nei primi anni del XX secolo. Il premio teatrale Louis d'Or, il più prestigioso premio teatrale olandese, assegnato al miglior attore protagonista della stagione teatrale, fu a lui intitolato.

## Biografia
Si esibì più volte a Vienna, Londra e Parigi, divenendo popolare. Dal 1873 al 1879 fu direttore del Salon des Variétés di Amsterdam. Nel 1882 ricevette da Guglielmo III la medaglia d'oro per le Arti e le Scienze. Nel 1902 divenne direttore della Haarlems Theatre Company. Era un attore forte in melodrammi come De twee wezen ("I due orfani").
Nico de Jong tenne un breve discorso dopo la morte di Louis Bouwmeester. Chiamò Bouwmeester "l'amico degli attori teatrali olandesi, un artista per grazia di Dio, il cui nome sarà menzionato per secoli". Dopo il suo discorso chiese ai presenti di alzarsi per un momento in segno di riverenza per il defunto e di seguirlo nell'augurio: "Louis Bouwmeester, riposa in pace". La morte dell'attore fu discussa in vari teatri nei Paesi Bassi. La sua carriera è stata definita "straordinaria per trionfo e per varietà".
Il premio teatrale Louis d'Or, assegnato al miglior attore di supporto maschile dal 1955, è stato intitolato a Bouwmeester.
Louis Bouwmeester venne sepolto nel cimitero di Zorgvlied ad Amsterdam. La sua tomba fu danneggiata alla fine del XX secolo, dopodiché fu eretto un nuovo monumento a immagine del vecchio.
Tra il 1909 e il 1924 realizzò anche una dozzina di film. Sebbene all'epoca molte personalità del teatro pensassero che recitare in un film fosse al di sotto del loro rango, Bouwmeester fu un'eccezione; e divenne infatti anche un attore cinematografico. Recitò in film, mentre appariva regolarmente anche sui palcoscenici dei cinema come atto di apertura con vari numeri brevi, spesso comici e atti di varietà. Lui stesso detestava guardarsi recitare.

## Filmografia
- De Greep (1909) - Jean-Marie Hardouin
- Het vervloekte geld / L'or qui brule (1912) - Verhoff
- Onschuldig veroordeeld (1912) - Lucien
- Edipo re (1912) - Re Edipo
- Gebroken levens (1914) - Arie van Galen
- Fatum (1915) - Kobus Drost
- Diamant (1916) - Mozes
- Pro Domo (1918) - Conte Louis de Prébois de Grance
- De duivel in Amsterdam (1919) - Van Rijn
- Cirque hollandais (1924) - Hendrik/Willem van Dalen